# Kap der Angst
Kap der Angst ist ein US-amerikanischer Psychothriller aus dem Jahr 1991. Max Cady, verkörpert von Robert De Niro, will sich an Sam Bowden, gespielt von Nick Nolte, rächen. Er macht seinen ehemaligen Anwalt dafür verantwortlich, dass er für viele Jahre ins Gefängnis musste. Weitere Hauptrollen sind mit Jessica Lange als Ehefrau von Sam Bowden und Juliette Lewis als Tochter des Paares besetzt.
Der Film entstand nach dem Roman The Executioners von John D. MacDonald. Erstmals wurde die Geschichte 1962 von J. Lee Thompson unter dem Originaltitel Cape Fear verfilmt, auf Deutsch lief er unter dem Titel Ein Köder für die Bestie. Auch die Neuverfilmung trägt den Originaltitel Cape Fear. Robert Mitchum und Gregory Peck spielen in der 1962er Version die Hauptrollen. In der Neuverfilmung von 1991 haben die Darsteller beider Kontrahenten der ersten Verfilmung Gastauftritte. Peck spielt in einer Gerichtsszene einen Anwalt, während Mitchum, der im älteren Film Max Cady verkörperte, einen Polizisten mimt. Martin Balsam, der Polizeichef des Films von 1962, hat einen Auftritt als Richter.

## Handlung
Vierzehn Jahre lang saß Max Cady wegen brutaler Vergewaltigung im Zuchthaus. Als er entlassen wird, will er sich dafür an seinem damaligen Pflichtverteidiger Samuel Bowden rächen, der, von der Schuld seines Mandanten überzeugt, ein entlastendes Gutachten während der Verhandlung zurückgehalten und so dazu beigetragen hat, dass Cady verurteilt wurde.
Nachdem Cady den Hund der Familie Bowden vergiftet hat, macht er sich an die junge Lori Davis heran, eine Freundin von Sam Bowden, die er brutal vergewaltigt und misshandelt. Als Bowden davon erfährt, ist er entsetzt. Die junge Frau hat große Angst und will deshalb nicht aussagen, sondern zurück in ihre Heimatstadt gehen. Leigh Bowden verdächtigt ihren Mann, dass Lori seine Geliebte sei, denn weshalb sonst, meint sie, sollte Cady sich ausgerechnet an sie herangemacht haben? Es kommt zu einem heftigen Streit zwischen dem Ehepaar, wobei auch alte Verletzungen wieder angesprochen werden. Danielle, die 15-jährige Tochter der Bowdens, leidet jedes Mal darunter, wenn die Eltern sich streiten, da dies in letzter Zeit vermehrt geschieht.
Cady ruft Danielle an, gibt sich als ihr neuer Lehrer für Schauspiel aus, teilt ihr mit, dass der Kurs verlegt worden sei, und bestellt sie für den nächsten Tag in den Theatersaal in der Schule. Als Danielle dort erscheint, ist sie mit Cady allein. Von dem, was Cady ihr sagt, ist Danielle sehr angetan, sodass sie das Gespräch auch dann nicht abbricht, als sie Cadys wahre Identität erkennt. Auf seine Frage, ob er seinen Arm um sie legen dürfe, antwortet sie leicht verwirrt, dass sie nichts dagegen habe. Nachdem Cady sie küsst und wortlos verschwindet, ist sie völlig durcheinander.
Nachdem Bowden von diesem Vorfall erfahren hat, lässt er sich auf den Vorschlag des von ihm angeheuerten Detektivs Claude Kersek ein, drei bezahlte Schläger auf Cady zu hetzen, um ihn mittels Selbstjustiz zu vertreiben. Bowden macht jedoch den Fehler, Cady zuvor unter Androhung von Gewalt zu warnen, ohne zu ahnen, dass dieser das Gespräch aufzeichnet. Bei dem anschließenden Angriff durch den Schlägertrupp wird Cady zwar körperlich verletzt, dennoch gewinnt er nach kurzer Zeit die Oberhand und schlägt die drei erst zusammen und dann in die Flucht. Bowden beobachtet das Geschehen aus einem Versteck heraus. Cady nutzt die Chance und schwärzt Bowden durch seinen Anwalt Lee Heller bei der Anwaltskammer an. Das mitgeschnittene Gespräch verwendet er dann auch vor Gericht, sodass Bowden in einer einstweiligen Verfügung auferlegt wird, sich von Cady fernzuhalten. Anwalt Lee Heller regt darüber hinaus den Ausschluss Bowdens aus der Anwaltskammer an. Da Cady sich in seiner Haftzeit autodidaktisch juristische Kenntnisse angeeignet und ein philosophisch und religiös übersteigertes Bild von sich selbst entwickelt hat, verhält er sich bei seinen Schikanen stets so geschickt, dass er rechtlich nicht belangt werden kann.
Kersek schlägt Bowden nun vor, Cady glauben zu lassen, dass er einen Flug genommen habe und nun seine Familie mehrere Tage allein zu Hause sei. In Begleitung des Detektivs kehrt der Anwalt jedoch mit seiner Familie heimlich in sein Haus zurück. Kersek meint, wenn Cady versuche, ins Haus einzudringen, könne man ihn in Notwehr erschießen. In der Nacht gelingt es Cady jedoch, Kersek zu überlisten, indem er erst die Haushälterin tötet, sich dann ihre Kleidung anzieht und anschließend Kersek in dieser Verkleidung umbringt.
Bowden flieht daraufhin mit seiner Familie auf sein Hausboot. Unbemerkt hat sich Cady unter dem Auto der Familie festgebunden. Als Sam Bowden während eines starken Unwetters draußen an Bord nach dem Rechten sehen will, wird er von Cady überwältigt. Dann dringt er zum Entsetzen der beiden Frauen in das Boot ein. Danielle schickt er nach unten in den Laderaum. Er will Bowdens Frau vergewaltigen. Bowden selbst hat er gefesselt. Dann jedoch holt er den Anwalt und seine Tochter wieder dazu, sie sollen seinem Treiben zusehen. Verzweifelt versucht Leigh Bowden sich zu opfern, um vor allem ihre Tochter zu schützen. Zwar gelingt es Danielle, Cady schwere Brandverletzungen an Kopf und Oberkörper beizubringen, der aber rettet sich ins Wasser und kann etwas später erneut das Kommando auf dem Hausboot übernehmen. Das Boot schlingert inzwischen in gefährliche Gewässer, dreht sich um sich selbst und läuft auf. Danielle und ihre Mutter nutzen das Überraschungsmoment und springen über Bord. Als Bowden ebenfalls springen will, erwischt ihn Cady am Bein und hält ihn fest. Es kommt zu einem letzten blutigen Kampf der beiden Männer. Kurz darauf zerbirst das Schiff. Bowden war es zuvor gelungen, Cady mit Handschellen an den Schiffsmast zu fesseln, sodass er nun mitsamt den Resten des Hausboots untergeht. Bowden sucht und findet Frau und Tochter, wortlos umarmen sie sich.
Danielle lässt den Zuschauer am Schluss des Films wissen: „Wir sprachen nie über das, was geschah, zumindest nicht miteinander. Wohl aus Furcht, glaube ich, dass die Erinnerung an seinen Namen oder an seine Taten in unsere Träume dringen könnte. Und ich, ich träume nur noch selten von ihm. Doch das Leben wird nie wieder so sein, wie damals, bevor er kam. Aber das ist gut so, denn wenn man in der Vergangenheit verweilt, stirbt man jeden Tag ein kleines bisschen. Und ich für meinen Teil, ich weiß, dass ich lieber leben möchte. Ende.“

## Produktion

### Dreharbeiten
Dies war der erste von sechs Filmen, den Martin Scorsese für Universal Pictures drehte.
Die Filmaufnahmen begannen am 19. November 1990 am Dania Beach und in Fort Lauderdale in Florida in den USA. Beendet wurden die Dreharbeiten am 17. März 1991.

### Musik
Im Film ist unter anderem Musik von Guns N’ Roses (Patience), Gaetano Donizetti (Per Te D’Immenso Giubilo aus der Oper Lucia di Lammermoor von Donizetti), The Cramps (The Creature From The Black Lagoon) und Aretha Franklin (Do Right Woman – Do Right Man von Dan Penn und Chips Moman) zu hören.
Weitere Musiktitel:
- Tiptina von Alice Byrd, Vortrag: Henry ‘Professor Longhair’ Byrd
- Don’t Mess with the Voodoo von Graham Drout, Bob Hamphill, Nick Kane und Joe Smith, Vortrag Iko Iko
- The Bog, Vortrag Bigod 20
- Fife an Drum/Yankee Doodle Dandy, traditionelle Weise
- Been Caught Stealing von Jane’s Addiction
- I Think We’re Alone Now von Ritchie Cordell, Vortrag: Robert De Niro

### Synchronisation
| Rolle             | Darsteller           | Synchronsprecher   |
| ----------------- | -------------------- | ------------------ |
| Max Cady          | Robert De Niro       | Christian Brückner |
| Sam Bowden        | Nick Nolte           | Thomas Danneberg   |
| Leigh Bowden      | Jessica Lange        | Karin Buchholz     |
| Danielle Bowden   | Juliette Lewis       | Dascha Lehmann     |
| Claude Kersek     | Joe Don Baker        | Joachim Kerzel     |
| Lieutenant Elgart | Robert Mitchum       | Joachim Nottke     |
| Lee Heller        | Gregory Peck         | Holger Hagen       |
| Richter           | Martin Balsam        | Wolfgang Völz      |
| Lori Davis        | Illeana Douglas      | Liane Rudolph      |
| Tom Broadbent     | Fred Dalton Thompson | Heinz Giese        |

## Rezeption

### Veröffentlichung
Am 6. Oktober 1991 hatte Cape Fear Premiere im Lincoln Center in New York. Allgemein startete der Film in den Kinos in den USA am 15. November 1991. Im Dezember 1991 lief er zudem in Japan an. Ab 1992 war er in folgenden Ländern zu sehen: Australien, Argentinien, Finnland, Italien, Norwegen, Dänemark, im Vereinigten Königreich, in Griechenland, Portugal, Schweden, Spanien, den Niederlanden, Frankreich, Brasilien, Ungarn, Irland, und in der Türkei. Vorgestellt wurde er zudem im März 1992 auf dem Brussels International Fantastic Film Festival in Belgien und am 21. Februar 1992 auf den Internationalen Filmfestspielen von Berlin. Am 27. Februar 1992 startete er dann allgemein in den deutschen Kinos.
In Frankreich wurde er zudem im Oktober 1997 auf dem Montpellier Mediterranean Film Festival vorgestellt und kam am 21. Oktober 2015 erneut in die Kinos. Veröffentlicht wurde er zudem in Österreich, Bulgarien, Kanada, in der Tschechischen Republik, in Estland, Kroatien, Italien, Litauen, Mexiko, Peru, Polen, Rumänien, Serbien, Slowenien und in der Sowjetunion.
Auf DVD mit einer deutschen Tonspur ist der Film erstmals am 6. Dezember 2001 erschienen. Letztmals erschien er am 21. Oktober 2011 bei Universal Pictures GmbH als Blu-ray zusammen mit der 1962 erschienenen Verfilmung Ein Köder für die Bestie.

### Kritik
Roger Ebert schrieb in der Chicago Sun-Times vom 13. November 1991, der Film sei eine „beeindruckende“ Produktion. Sie zeige Martin Scorsese als einen Meister eines traditionellen Hollywoodgenres, der fähig sei, es seinen eigenen Motiven und Obsessionen anzupassen. Ebert erklärte dies anhand des Charakters Sam Bowden, der im Original als „guter“ Mensch auftrat, in dieser Version dagegen „voller Fehler“ und „schuldig“ sei.
Das Lexikon des internationalen Films war der Ansicht, das Remake unterlaufe „die kinoübliche Konstellation durch den Entwurf eines deprimierenden Gesellschaftsporträts“ und zog das Fazit: „Ein virtuos inszenierter, komplexer Film, hinter dessen gewalttätigem Äußeren sich die Klage über den Verlust an Integrität und Menschlichkeit verbirgt.“
Cinema schrieb, Scorsese reichere seine Neuverfilmung mit „facettenreichen Figuren“ und „krasser Gewalt“ an. Das Fazit der Seite: „Böse, brutal, fesselnd: pures Adrenalinkino.“
Prisma Online befand, es sei Scorsese durchaus gelungen, einen Film zu drehen, mit dem der Zuschauer „auf die Folter gespannt“ werde, denn ihn erwarte „ein starkes Stück Kino über einen selbstgerechten Zuchthäusler, der alles daran setzt[e], eine Familie zu zerstören“. „Obwohl spannend“, komme der Film aber „trotzdem nicht an den Klassiker mit Mitchum“ von 1962 heran.
Kino.de zeigte sich beeindruckt und drückte das folgendermaßen aus: „Mit dem ersten Thriller seiner Laufbahn, einem Remake des Schockers ‚Ein Köder für die Bestie‘ von 1962, schuf Meisterregisseur Martin Scorsese (‘GoodFellas’) einen erschütternden Höllentrip um Schuld und Sühne.“ Der Film biete ein „wahnwitzige[s] Trommelfeuer von aggressiven Schnitten, bedrohlichen Kamerafahrten und immer wieder schroff explodierender Gewalt“. Abschließend hieß es: „Ein komplexes, an Spannung nicht mehr zu überbietendes Meisterwerk, dem ein Spitzenplatz in den Charts sicher ist.“

## Auszeichnungen
Robert De Niro und Juliette Lewis waren jeweils für einen Oscar und einen Golden Globe nominiert. Kap der Angst war außerdem Wettbewerbsbeitrag der Berlinale 1992, ging bei der Preisvergabe allerdings leer aus.

## Sonstiges
- Die Simpsons-Folge Am Kap der Angst (Cape Feare; Staffel 5, Folge 2) ist eine direkte Parodie auf den Film.
- In der Szene im Kinosaal, in der Max Cady und Sam Bowden mit seiner Familie zum ersten Mal aufeinandertreffen, wird der Film So ein Satansbraten vorgeführt.
- Für den Song Verräter an Gott von Nachtmahr wurden durchgehend Sprachsamples aus der deutschen Synchronisation des Films verwendet.
- Im Jahre 2009 veröffentlichte der deutsche Rapper Capkekz das Album Cap der Angst.